# Jüdischer Friedhof (Měchnov)

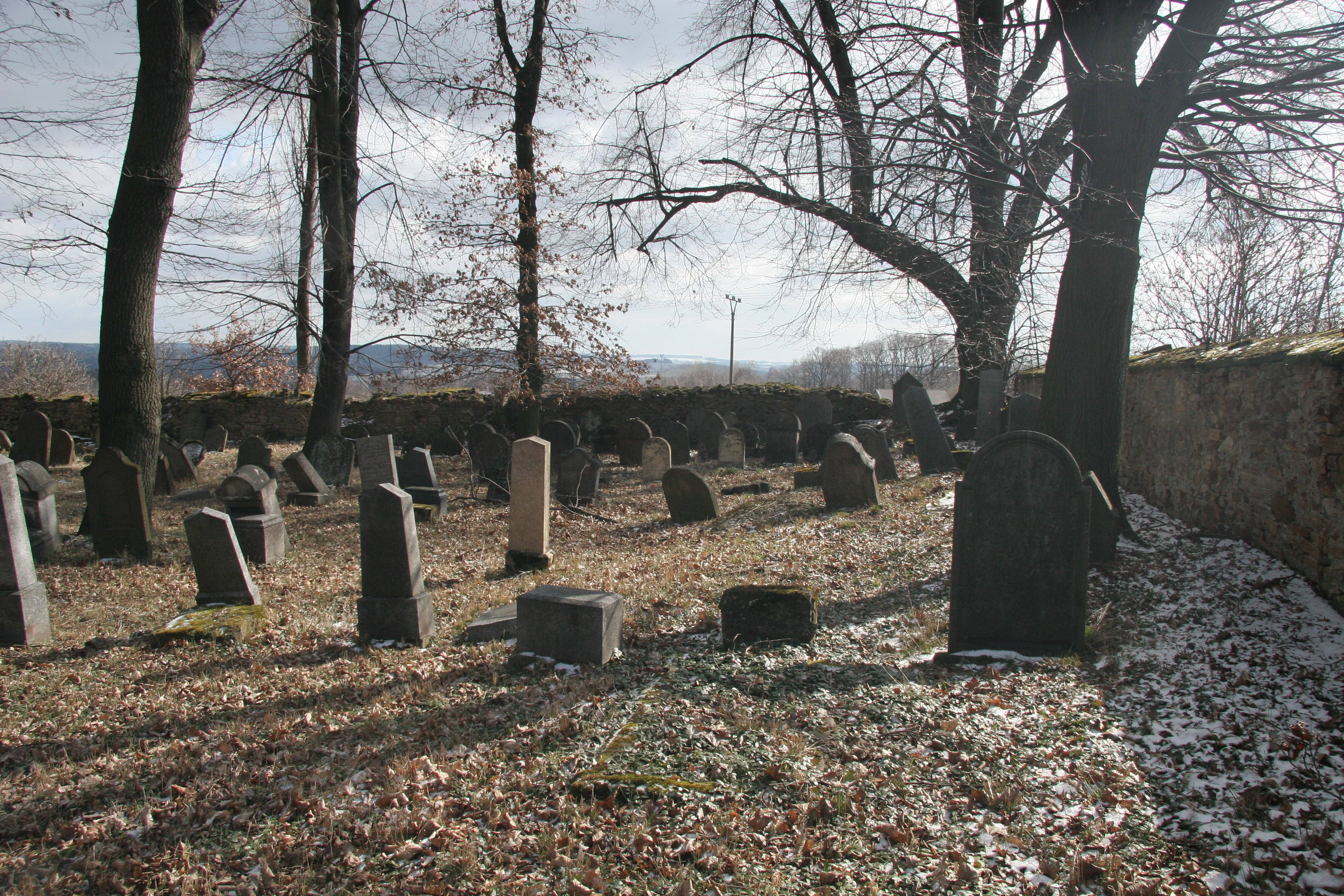
Jüdischer Friedhof in Měchnov

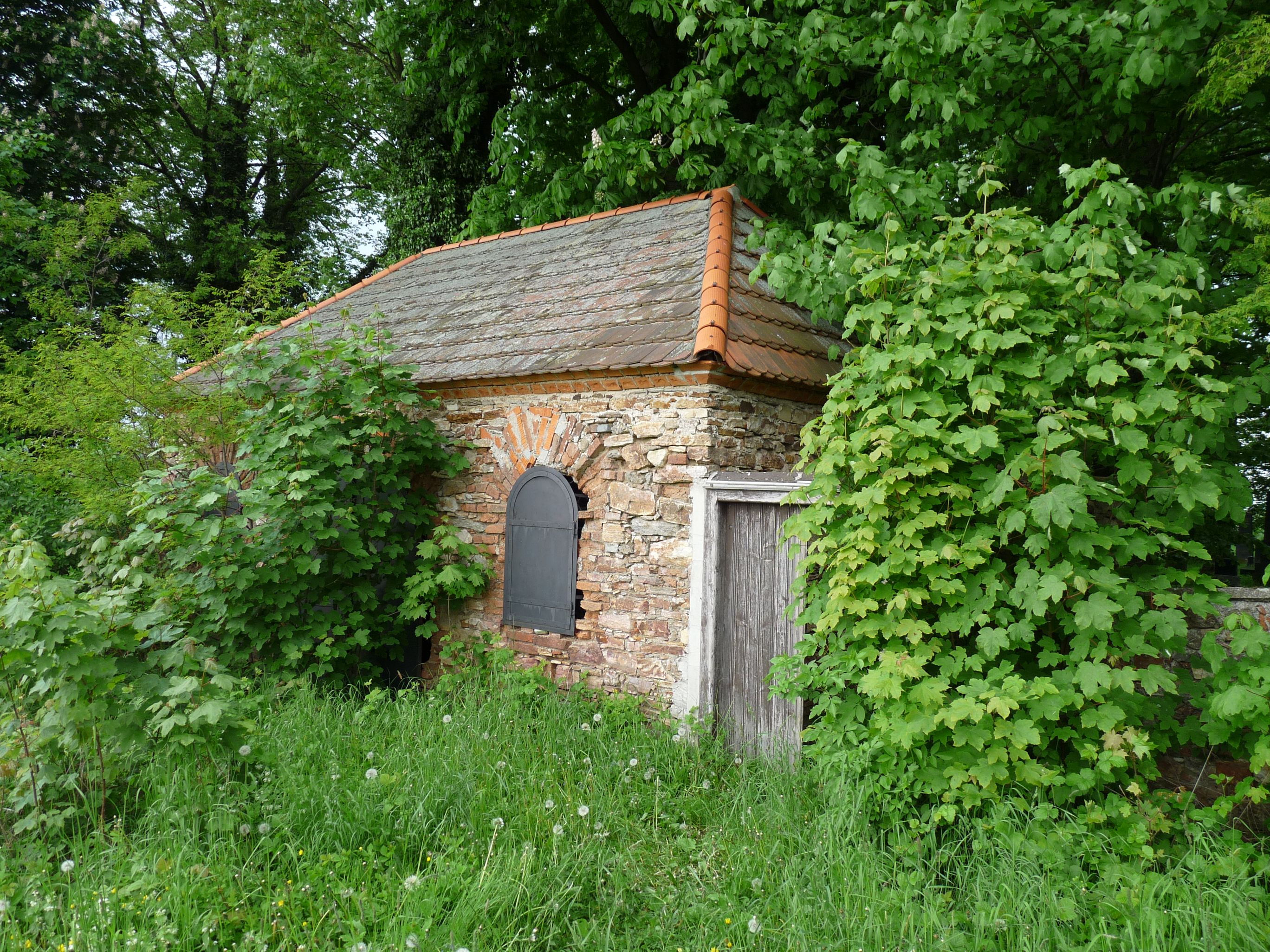
Taharahaus

Der Jüdische Friedhof in Měchnov (deutsch Miechnow), einem Ortsteil der tschechischen Stadt Divišov im Okres Benešov in der Mittelböhmischen Region, ist ein jüdischer Friedhof, der 1776 angelegt wurde.

## Beschreibung
Auf dem Friedhof stehen barocke und klassizistische Grabsteine aus dem 18. Jahrhundert.
Das Taharahaus ist noch vorhanden.